# مانويل بورتيلا فالاداريس
مانويل بورتيلا فالاداريس (بالإسبانية: Manuel Portela Valladares)‏ (بونتيفيدرا 31 يناير 1867 - باندول -فرنسا 29 أبريل 1952) هو سياسي إسباني ذو أيديولوجية ليبرالية ووسطية. كان وزيرا في عهد ألفونسو الثالث عشر وأصبح رئيسا لمجلس الوزراء خلال الجمهورية الإسبانية الثانية.

## بدايته
ولد مانويل بورتيلا فالاداريس في بونتيفيدرا يوم 31 يناير 1867، وهو نجل خوان بورتيلا ديوس وتيريزا فالاداريس ريال، فقد والده وهو بعمر العشر سنوات. فاستقبلته عمته خوانا بورتيلا ديوس، زوجة الطباع خوسيه فيلاس غارسيا. تمتع الزوجان بوضع اقتصادي مريح، مما سمح له بالدراسة في كلية اليسوعيين في كامبوسانكوس في لاغوارديا، والحصول على شهادة الحقوق من جامعة سانتياغو دي كومبوستيلا.
تخرج من جامعة كومبوستيلا سنة 1889. وبقي في مدينة بونتيفيدرا حتى 1899، حيث عمل رئيس تحرير اليومية دياريو دي بونتيفيدرا، وكان قاضيا للبلدية وعميد نقابة المحامين. وفي سنة 1898 وبعمر 31 سنة فقط نال منصب مسجل ملكية في مدريد.

## المشاركة السياسية
استقر فالاداريس في مدريد حيث دخل عالم السياسة على يد مونتيرو ريوس، فانتخب نائباً للكورتيس في 1905 لمقاطعة لوغو في فونساجرادا، على الرغم من عدم حصوله على دعم شبكات الزعامات المحلية. ومع ذلك فإن الموقف الذي عكسه خلال فترة ولايته الأولى سمحت له بتقوية موقفه النيابي والاحتفاظ بمقعده للمقاطعة لفونساجرادا. وبهذه الطريقة احتفظ بمقعده لفونساجرادا حتى إغلاق الكورتيس بعد انقلاب بريمو دي ريفيرا في سبتمبر 1923.

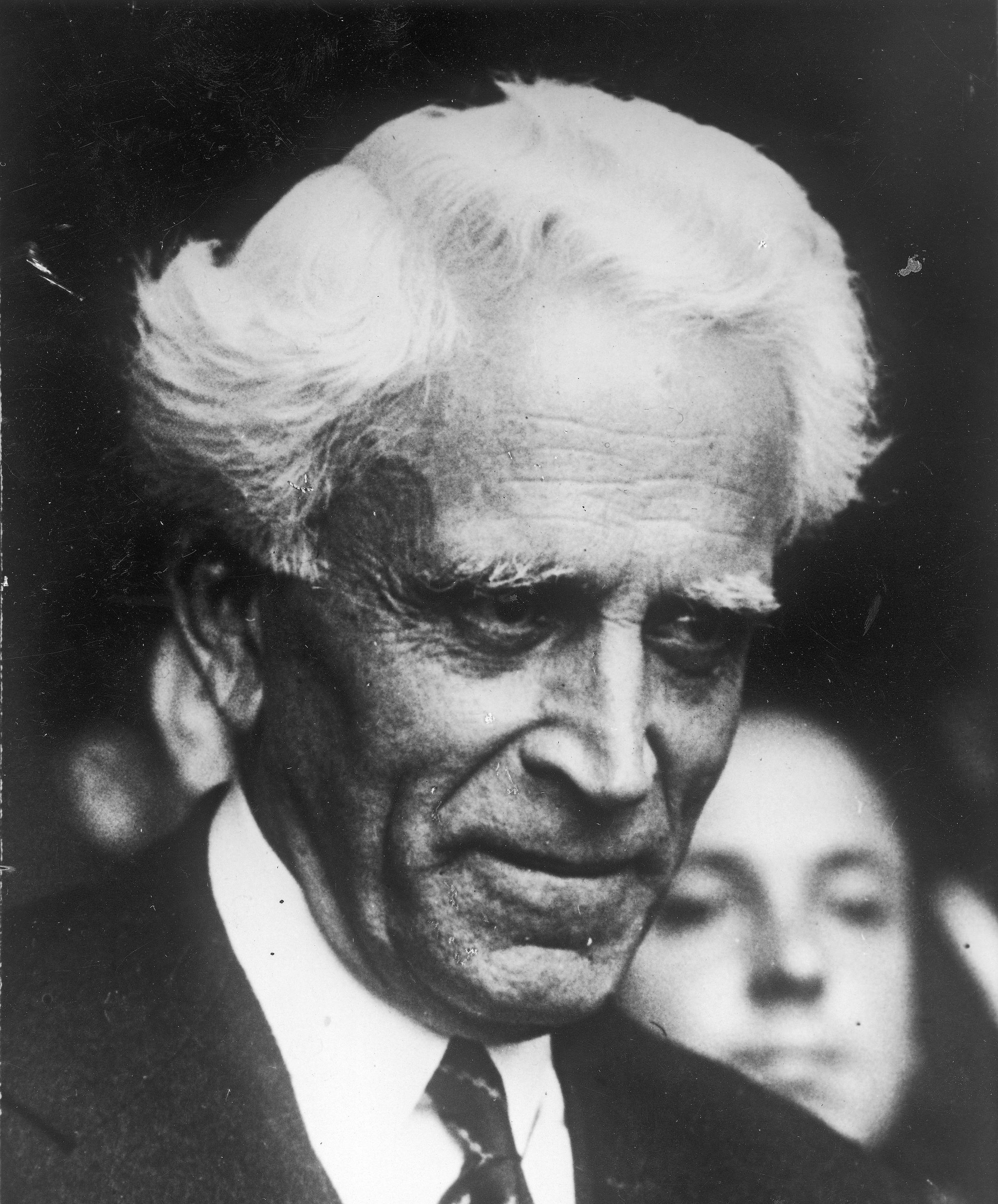
مانويل بورتيلا سنة 1935

وبسبب ثقة خوسيه كاناليخاس فيه، فقد عينه حاكمًا مدنيًا لبرشلونة في نوفمبر 1910. حتى استقالته في أكتوبر 1912. وبعدها أصبح مدع عام في المحكمة العليا. لقد تركه موت كاناليخاس يتيمًا للحظات في مشهد صعب في النضال الداخلي للحزب الليبرالي. فكانت استراتيجيته هي التركيز على دوره كنائب لمقاطعة فونساجرادا وتوطيد موقفه في برشلونة، لذا فقد تزوج في 1913 من الأرستقراطية الكاتالونية كلوتيلد بويج ودي أباريا، التي منحت له لقب كونت برياس وقدمت له ثروة مهمة. وفي سنة 1923 عاد ليحتل منصب الحاكم المدني لبرشلونة. وبعد إقالته شغل منصب وزير التنمية في الحكومة الليبرالية الأخيرة لغارسيا برييتو قبل ديكتاتورية بريمو دي ريفيرا.
وأسس في فيجو سنة 1924 صحيفة إل بويبلو غاليغو، وهي صحيفة ديمقراطية من أجل تجديد الحياة السياسية الإسبانية.
وفي 1930 كان بورتيلا فالاداريس أحد الموقعين على ما يسمى باتفاق بارانتس، الذي شارك فيه أبرز القادة الجمهوريين والجاليسيين في غاليسيا بذاك الوقت، مثل رامون أوتيرو بيدرايو وكاستيلاو، الذين شاركهم في الحاجة إلى الحكم الذاتي لجاليسيا. وكان خلال حقبة الجمهورية برلمانيًا عن مقاطعة لوغو من 1931 إلى 1933. وفي سنة 1936 انتخب عن مقاطعة بونتيفيدرا.
وفي سنة 1935 تحت الحكم اليميني أليخاندرو ليروكس شغل منصب الحاكم العام لكاتالونيا (من يناير إلى مارس 1935) حتى تم تعيينه وزيراً للداخلية في أبريل، وهو المنصب الذي بقى فيه حتى سبتمبر من نهاية العام. ثم عهد إليه رئيس جمهورية ألكالا زامورا برئاسة الحكومة. مارست الحكومة المركزية التي ترأسها مهامها حتى تنصيب الحكومة في فبراير 1936 الناتجة عن الانتخابات العامة. كانت الانتخابات على وجه التحديد المهمة الرئيسية لهذه الحكومة. أما المهمة الأخرى فكانت انجاح أقصى مايمكن من نواب الوسط إلى البرلمان لتخفيف الاستقطاب المتزايد داخل الدولة، وموازنة العلاقات بين اليمين واليسار. ومن ناحية أخرى لضمان وجود ارتياح في الحكومة مع الخوف من أن تحرك الحكومة اليمينية الدولة نحو نظام استبدادي شبيه بما جرى في النمسا في دولفوس. خلال حكومته كان هناك تبديلات مهم للحكام المدنيين، حيث تم تعيين 88 حاكما خلال فترة تزيد قليلاً عن شهرين من فترة الولاية. بعد إجراء الانتخابات في 16 فبراير 1936 اعترف بورتيلا بانتصار الجبهة الشعبية (أشار إليها) باعتبارها «انتصارا لايهزم») على الرغم من ضغوط التي قامت بها الجماعات اليمينية مطالبة بالانقلاب، ولكنه قدم استقالة الحكومة في 19 فبراير. وقبل أيام من مغادرته حذر نائب سكرتير اللجنة التنفيذية لل PSOE: «خذ جميع أنواع الاحتياطات. نحن مهددون من انقلاب صريح».
في اليوم نفسه زاره الجنرال فرانكو في الداخل، حيث أبلغه أنه كان لايتعدى واجباته المهنية وبعيدًا عن كل نشاط سياسي، لإنكار الشائعات التي انتشرت تلك الليلة بأنه قد ألقي القبض عليه هو والجنرال غوديد معا.
بعد اندلاع الحرب الأهلية في نفس العام، بقي بورتيلا فالاداريس مواليا للجمهورية ووفيا لإيديولوجيتها الليبرالية والإصلاحية، رغم أنها عاش قبلها فترة من التردد. فوضع الثورة الذي ضرب مدريد بعد فشل الانقلاب هدد حياته، حيث العناصر الأناركية تهدده بسبب وضعه المادي المريح وأيديولوجيته المعتدلة، مع أنه من المساهمين في الجمهورية. لهذا فقد فر إلى فرنسا، وقضى أشهره الأولى في نيس، ملجأ المنفيين من موالي الجمهورية، لذلك حصر في البداية الأخبار التي تلقاها من أسبانيا حول التجاوزات التي ارتكبت في هذا المجال. غافل بما يجري في داخل الوطن حيث زوجته الملكية والمناهضة للجمهورية تضغط لإسترجاع زوجها. فأجرت اتصالاتها مع فرانكو لضمان عودته إلى إسبانيا دون خطر على حياته. ومع ذلك فإن حالته ليبرالية، وأدائه في انتخابات 1936 وعلاقته مع الماسونية جعلته شخصًا غير مرغوب فيه للانقلابين، الذي أمر بمصادرة ممتلكاته في منطقة المتمردين مثل جريدته El Pueblo Gallego، لقد حدث ذلك على يد الفلانخي. تسببت المشاكل الاقتصادية واختلاف المواقف السياسية في فصل زواج بورتيلا-بويغ. وبعد عودة الكونتيسة إلى إسبانيا إلى منطقة المتمردين، أنكرت بورتيلا فالاداريس علنًا، وعززت صورته بالماسوني الخائن لبلده. وبعد انفصاله نقل بورتيلا مقر إقامته إلى باريس، حيث كان على اتصال مع الجمهوريين في إسبانيا. طلبت حكومة خوان نيغرين الجمهورية خدماته، في محاولة لضمان حضوره إلى برلمان بلنسية. بدا دعم السياسيين المعتدلين والروح الديمقراطية المعترف بها دوليًا ضروريًا للحكومة، وفي محاولة للتخلص من صورته للتطرف والفوضى التي نشرها المتمردون لتشويه سمعة الجمهوريين وتبرير انقلابهم. شارك بورتيلا في اجتماع برلمان بلنسية في أكتوبر 1937 وكان مسؤولاً عن رئاسة الصندوق الاستئماني الممول من SERE (خدمة إجلاء اللاجئين الإسبانية). تسبب التزام بورتيلا العلني بالحكومة الجمهورية ومساعدته برلمان بلنسية في حملة تشويه لسمعته من الصحافة الفرانكونية، والتي كانت أعظم ضربات تأثيرها هي التصريحات الموجهة ضده من زوجته ونشر الرسالة التي كتبها بورتيلا قبل فصله لاختبار فرص عودته. عززت هذه الحملة صورة بورتيلا الخائنة إلى الوطن لصالح الجانب الفرانكوني وأضعفت موقفه العلني من الجانب الجمهوري، رغم أنه ظل ناشطًا سياسيًا وعلى اتصال مع هؤلاء الجمهوريين الذين عمل معهم طوال حياته.

## سنواته الأخيرة
بعد انتهاء النزاع سنة 1939 أجبر مرة أخرى على المغادرة من فرنسا. فحاول الانتقال إلى أمريكا اللاتينية، حيث لجأ إليها معظم أصدقائه، ولكن حالته الليبرالية وضغوط حكومة إسبانيا الفرانكوية منعته من الحصول على تأشيرة دخول. وكذلك طاردته من فرنسا الفيشية، فاضطر إلى الانتقال إلى جنوب البلاد، حيث عاش معظم الحرب العالمية الثانية تحت الإقامة الجبرية. بالإضافة إلى أن الجستابو قد اعتقله، حيث بقي أسبوعا في ظروف سيئة في قلعة إيف بمرسيليا. على الرغم من أن نظام فرانكو قد طالب بتسليمه، إلا أنه لم يُسلم إليهم وهذا ماأنقذ حياته. ومع ذلك فإنه هو وكل أعضاء حكومته بالوكالة في فبراير 1936 اضحوا ضحايا قمع دكتاتورية فرانكو، التي أدرجت في المادة 4 (f) من قانون المسؤوليات السياسية المؤرخ 9 فبراير 1939؛ أن مجرد «دعوة نواب الكورتيس لانتخابات 1936 فإنه شكل جزءًا من الحكومة التي ترأسهم أو يشغلون مناصب عليا».
بعد نهاية الحرب العالمية الثانية حاول فالاداريس استعادة اتصالاته مع رفاقه في المنفى الأمريكي. شارك مع كاستيلاو في مجلس غاليسيا وكان يشاع أن يشغل منصب وزير دون حقيبة يمثل الجاليكية في حكومة غيرال عام 1946. لكن معارضة الداخلية الجاليكية، التي لم تثق به بعد حملة تشويه سمعة نظمته دعاية فرانكو، اعترضت على هذا الاحتمال. منذ ذلك الحين وحتى وفاته كرس نفسه لترتيب أوراقه، وكتابة مذكراته وتوقعاته ونصائحه على أمل عودة الديمقراطية إلى إسبانيا. حافظ على اتصالاته الشخصية والبريد مع القادة الجمهوريين، وكذلك تأثيره بين مؤيديه وزملائه السياسيين. توفي في المنفى في باندول بالقرب من مرسيليا في 29 أبريل 1952.